# Chilgatherium
Chilgatherium («звір Chilga» за назвою місцевості, в якій він був знайдений) є найбільш раннім і найпримітивнішим представником родини Deinotheriidae. Він відомий з пізнього олігоцену (віком від 27 до 28 мільйонів років) викопних зубів, знайдених в ефіопському районі Чилга.
Поки що було знайдено лише кілька корінних зубів, але вони досить чіткі, щоб цю тварину можна було впевнено ідентифікувати. Зуби відрізняються від зубів Prodeinotherium, Deinotherium різними деталями, достатніми для того, щоб показати, що це окремий тип тварини, і його віднесено до окремої підродини. У порівнянні з пізнішими дейнотериями, Chilgatherium був досить маленьким, приблизно 2 м заввишки в плечі та важив близько 1.5 т. Невідомо, чи він мав характерні загнуті вниз бивні на нижній щелепі, які були у пізніших дейнотеріїв.